# Гарден Вали (Ајдахо)
Гарден Вали (енгл. Garden Valley) насељено је место без административног статуса у америчкој савезној држави Ајдахо.

## Демографија
По попису из 2010. године број становника је 394.
| Група             | 2000.    | 2010.       |
| Белци             | 0 (0,0%) | 346 (87,8%) |
| Афроамериканци    | 0 (0,0%) | 3 (0,8%)    |
| Азијати           | 0 (0,0%) | 3 (0,8%)    |
| Хиспаноамериканци | 0 (0,0%) | 36 (9,1%)   |
| Укупно            | 0        | 394         |